# Tatsuya Furuhashi
Tatsuya Furuhashi (古橋 達弥 Furuhashi Tatsuya?, nacido el 7 de noviembre de 1980 en Shizuoka) es un exfutbolista japonés que se desempeñaba como delantero.

## Trayectoria

### Clubes
| Club              | País  | Año         |
| ----------------- | ----- | ----------- |
| Honda FC          | Japón | 1999 - 2004 |
| Cerezo Osaka      | Japón | 2004 - 2008 |
| Montedio Yamagata | Japón | 2009 - 2011 |
| Shonan Bellmare   | Japón | 2012 - 2013 |
| Honda FC          | Japón | 2014 - 2021 |

## Estadística de carrera

### J. League
| Club              | Año   | J. League | J. League | Copa J. League | Copa J. League | Total | Total |
| Club              | Año   | Part.     | Goles     | Part.          | Goles          | Part. | Goles |
| ----------------- | ----- | --------- | --------- | -------------- | -------------- | ----- | ----- |
| Cerezo Osaka      | 2004  | 14        | 5         | 2              | 0              | 16    | 5     |
| Cerezo Osaka      | 2005  | 28        | 8         | 8              | 4              | 36    | 12    |
| Cerezo Osaka      | 2006  | 32        | 7         | 8              | 2              | 40    | 9     |
| Cerezo Osaka      | 2007  | 47        | 18        | -              | -              | 47    | 18    |
| Cerezo Osaka      | 2008  | 25        | 6         | -              | -              | 25    | 6     |
| Montedio Yamagata | 2009  | 24        | 7         | 1              | 0              | 25    | 7     |
| Montedio Yamagata | 2010  | 22        | 1         | 2              | 0              | 24    | 1     |
| Montedio Yamagata | 2011  | 12        | 0         | 2              | 0              | 14    | 0     |
| Shonan Bellmare   | 2012  | 36        | 5         | -              | -              | 36    | 5     |
| Shonan Bellmare   | 2013  | 7         | 0         | 3              | 0              | 10    | 0     |
| Total             | Total | 247       | 57        | 26             | 6              | 273   | 63    |